# نيكاراو

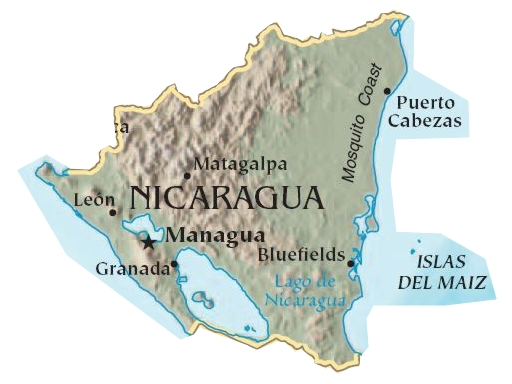
خريطة المنطقة

قيل أن نيكاراو هو اسم زعيم قبلي أو زعيم من السكان الأصليين كان يرأس منطقة في جنوب غرب نيكاراغوا خلال أوائل القرن السادس عشر. بناءً على البحث الذي أجراه المؤرخون في عام 2002، تم اكتشاف أن اسمه الحقيقي هو ماكويلميكيتلي.

## الخلفية
اكتشف كريستوفر كولومبوس، في رحلته الرابعة والأخيرة عام 1502، الساحل الشرقي لما يعرف الآن باسم نيكاراغوا، لكنه لم يغامر بالذهاب إلى ساحلها الغربي، ولم يتواصل مع أي من السكان الأصليين. في عام 1522، غادر الفاتح الإسباني جيل غونزاليس دافيلا بنما مع 100 رجل، وبدأ أول توغل في المناطق الغربية من كوستاريكا ونيكاراغوا. عندما وصلوا إلى جنوب غرب نيكاراغوا، واجهوا قبيلة ناطقة باللغة الناهوات، وبمساعدة اثنين من المترجمين الفوريين من السكان الأصليين الذين جاءوا مع غونزاليس دافيلا، تمكن من التحدث مع زعيم القبيلة، الذي يشار إليه منذ ذلك الحين بشكل شائع من قبل الاسم نيكاراو.
كانت المنطقة أو كاسيكازغو التي تحكمها نيكاراو تقع في برزخ ما يعرف الآن باسم قسم ريفاس في نيكاراغوا، بجوار بحيرة نيكاراغوا، وتمتد جنوبًا إلى ما يعرف الآن بمقاطعة غواناكاستي في شمال غرب كوستاريكا. كانت عاصمة القبيلة أو المستوطنة الرئيسية تسمى كواوكابولكا،  على الرغم من أنه تمت الإشارة إليها أحيانًا في كتب التاريخ باسم نيكاراوكالي، ويعتقد أنها كانت تقع بالقرب من ميناء البحيرة الحديث. سان خورخي.
وفقًا لنظرية كانت شائعة سابقًا، فإن اسم "نيكاراغوا" مشتق من اسم نيكاراو والكلمة الإسبانية أغوا التي تعني "الماء"، وذلك بسبب وجود بحيرتين كبيرتين ومسطحات مائية أخرى في البلاد.

## الجدل حول الاسم
في عام 2002، من خلال البحث الذي أجراه اثنان من المؤرخين النيكاراغويين الذين يعملون بشكل مستقل عن بعضهم البعض، قيل أن الاسم الحقيقي للزعيم كان في الواقع Macuilmquiztli، وهو ما يعني "خمسة وفيات" في لغة الناهيوتل.
من غير المعروف كيف أصبح اسم نيكاراو مرتبطًا بزعيم ماكيلميكويزتلي. من الممكن أن يكون الغزاة الإسبان قد اشتقوا اسم نيكاراو بناءً على عرق قبيلته، التي كانت تتألف من شعب بيبيل نيكاراو، الذين كانوا فرعًا من الناهوا. كتب أندريس دي سيريسيدا، أمين صندوق بعثة غونزاليس دافيلا، في سجله أسماء زعماء القبائل في القرى التي تم جمع الذهب فيها. وعلى مقربة من خليج نيكويا في كوستاريكا، عثروا على أكبر قرية للسكان الأصليين قاموا بزيارتها، والتي كان يحكمها زعيم قبيلة يُدعى تشوروتيغا. منذ ذلك الحين، استخدمت المصادر اللغوية اسم هذا الزعيم باعتباره اسمًا مستعارًا، "شعب تشوروتيجا"، ليشمل عددًا من القرى التي تتشابه ثقافيًا ولغويًا على الرغم من انفصالها جسديًا.

## وصلات خارجية
- (بالإنجليزية) Facts and legends about the arrival of Nicarao to the shores of Grand Lake and Ometepe
- (بالإنجليزية) Fernando Silva article on the historicity of Nicarao